# Princesa Isabel (ort)
Princesa Isabel är en ort i Brasilien.   Den ligger i kommunen Princesa Isabel och delstaten Paraíba, i den östra delen av landet, 1 400 km nordost om huvudstaden Brasília. Princesa Isabel ligger 686 meter över havet och antalet invånare är 12 616.
Terrängen runt Princesa Isabel är kuperad söderut, men norrut är den platt. Närmaste större samhälle är Triunfo, 16,4 km sydväst om Princesa Isabel.
Omgivningarna runt Princesa Isabel är huvudsakligen savann. Runt Princesa Isabel är det ganska glesbefolkat, med 29 invånare per kvadratkilometer.